# Takalghat
Takalghat es una ciudad censal situada en el distrito de Nagpur en el estado de Maharashtra (India). Su población es de 11363 habitantes (2011). Se encuentra a 33 km de Nagpur.

## Demografía
Según el censo de 2011 la población de Takalghat era de 11363 habitantes, de los cuales 6210 eran hombres y 5153 eran mujeres. Takalghat tiene una tasa media de alfabetización del 89,44%, superior a la media estatal del 82,34%: la alfabetización masculina es del 93,26%, y la alfabetización femenina del 84,82%.